# Josef Kadraba
Josek Kadraba est un footballeur tchécoslovaque né le 20 septembre 1933 à Řevničov (Tchécoslovaquie) et mort le 5 août 2019. 

## Biographie
Il est sélectionné à dix-sept reprises en équipe nationale entre 1958 et 1963. Il est finaliste de la Coupe du monde de football de 1962, inscrivant un but en demi-finale contre la Yougoslavie.